# 布雷別涅斯庫爾山

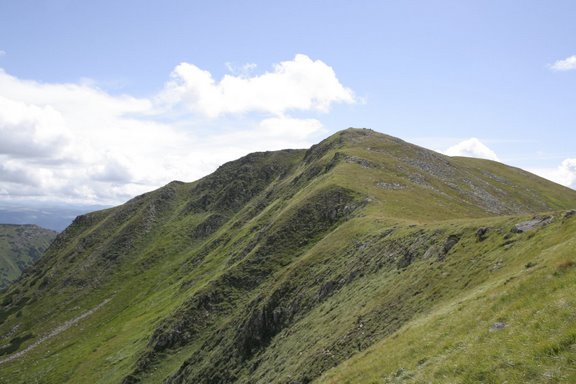

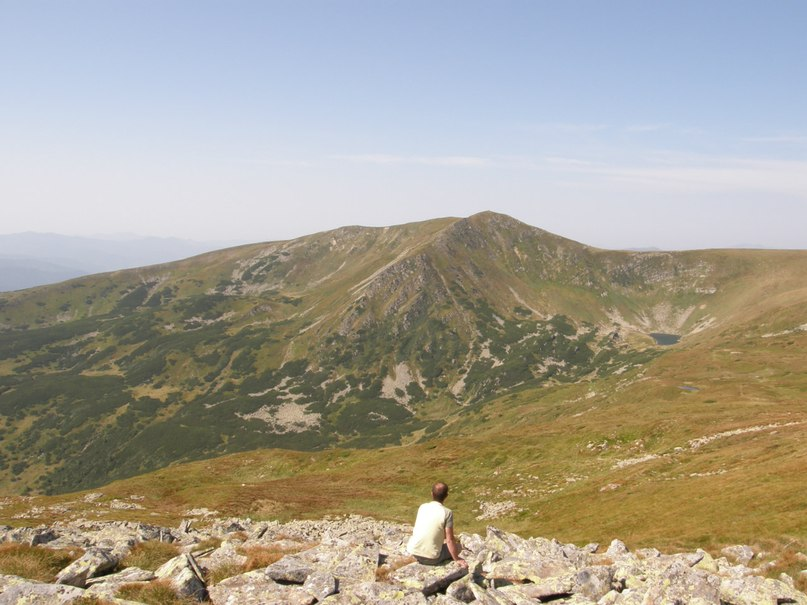

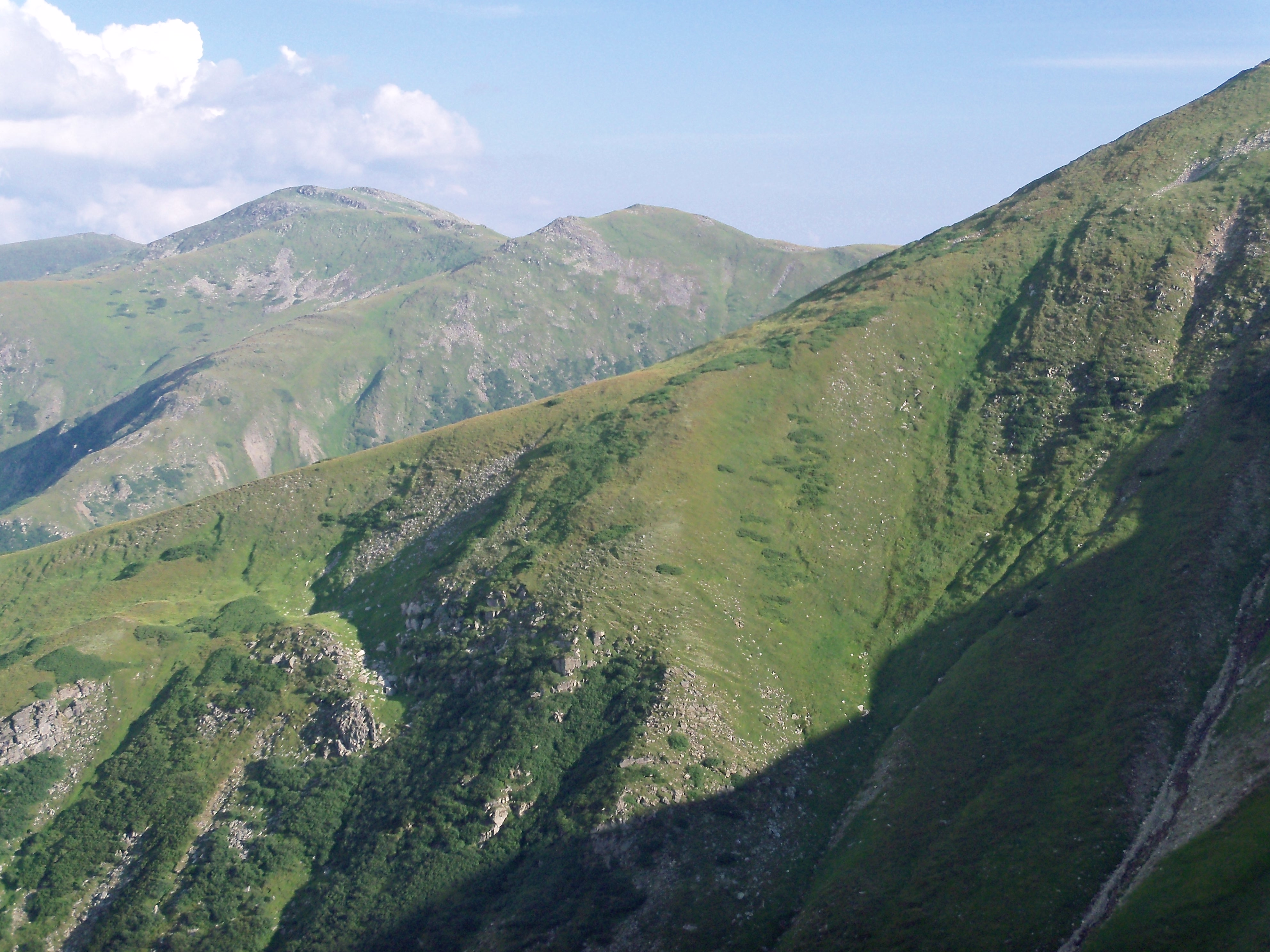

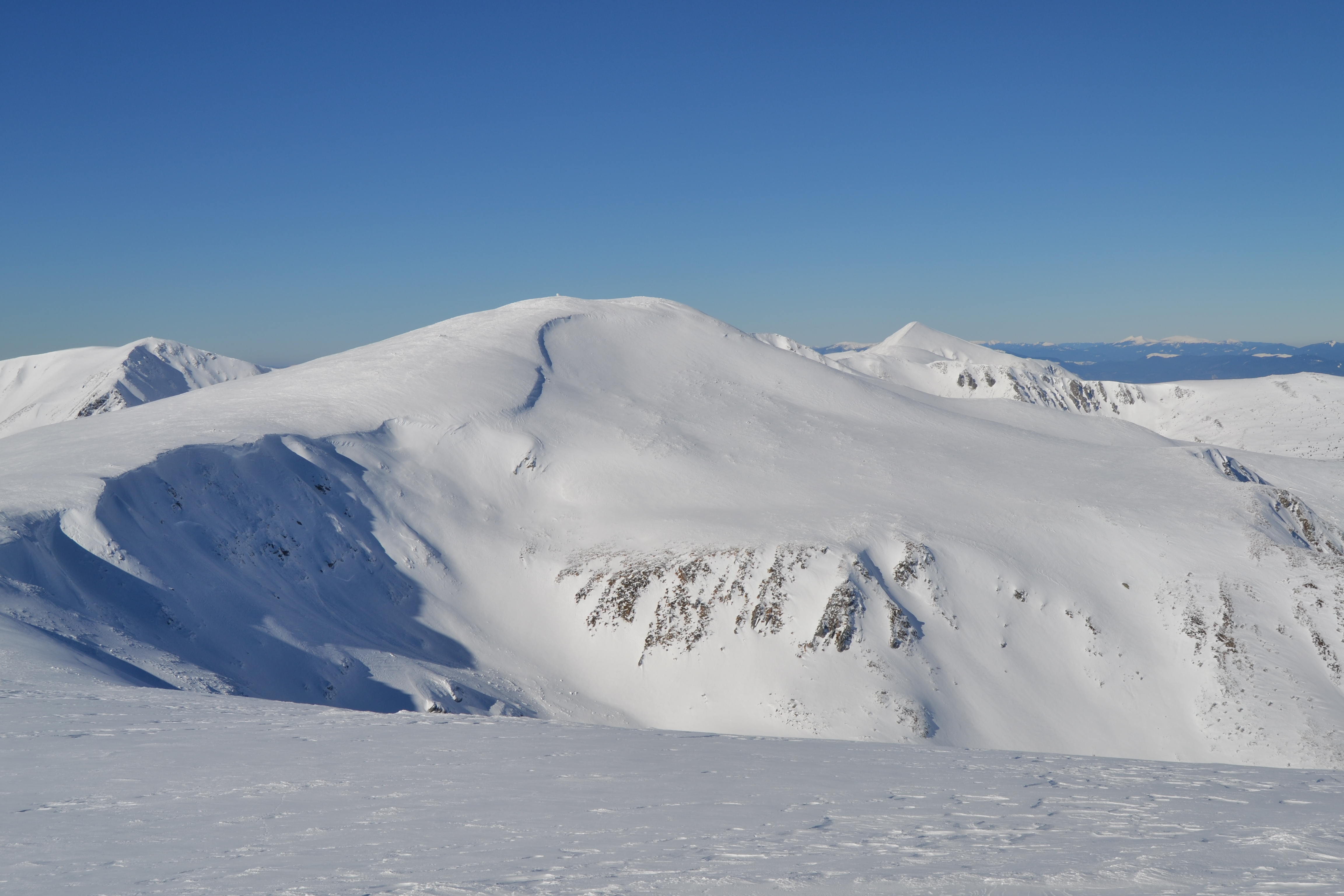

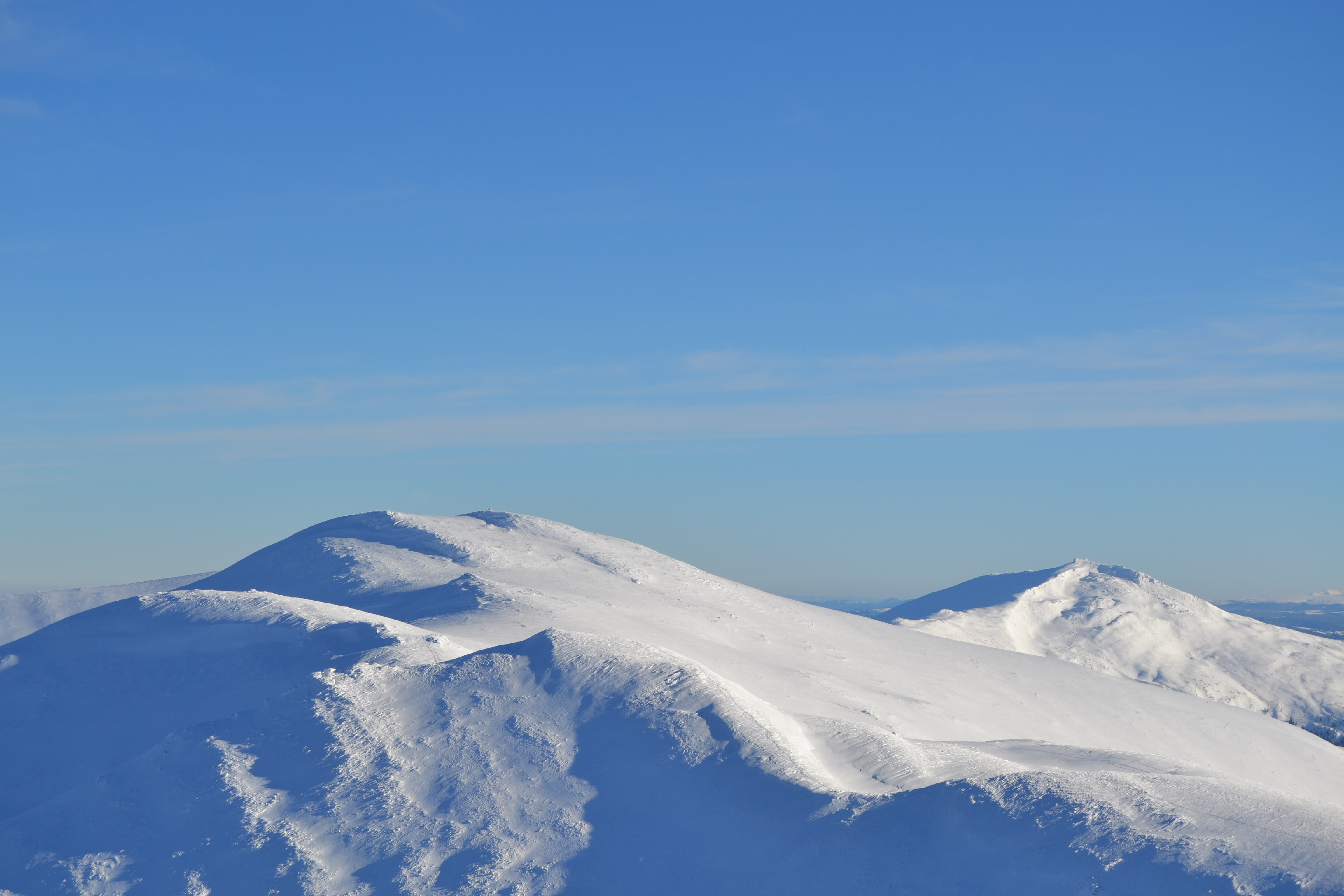

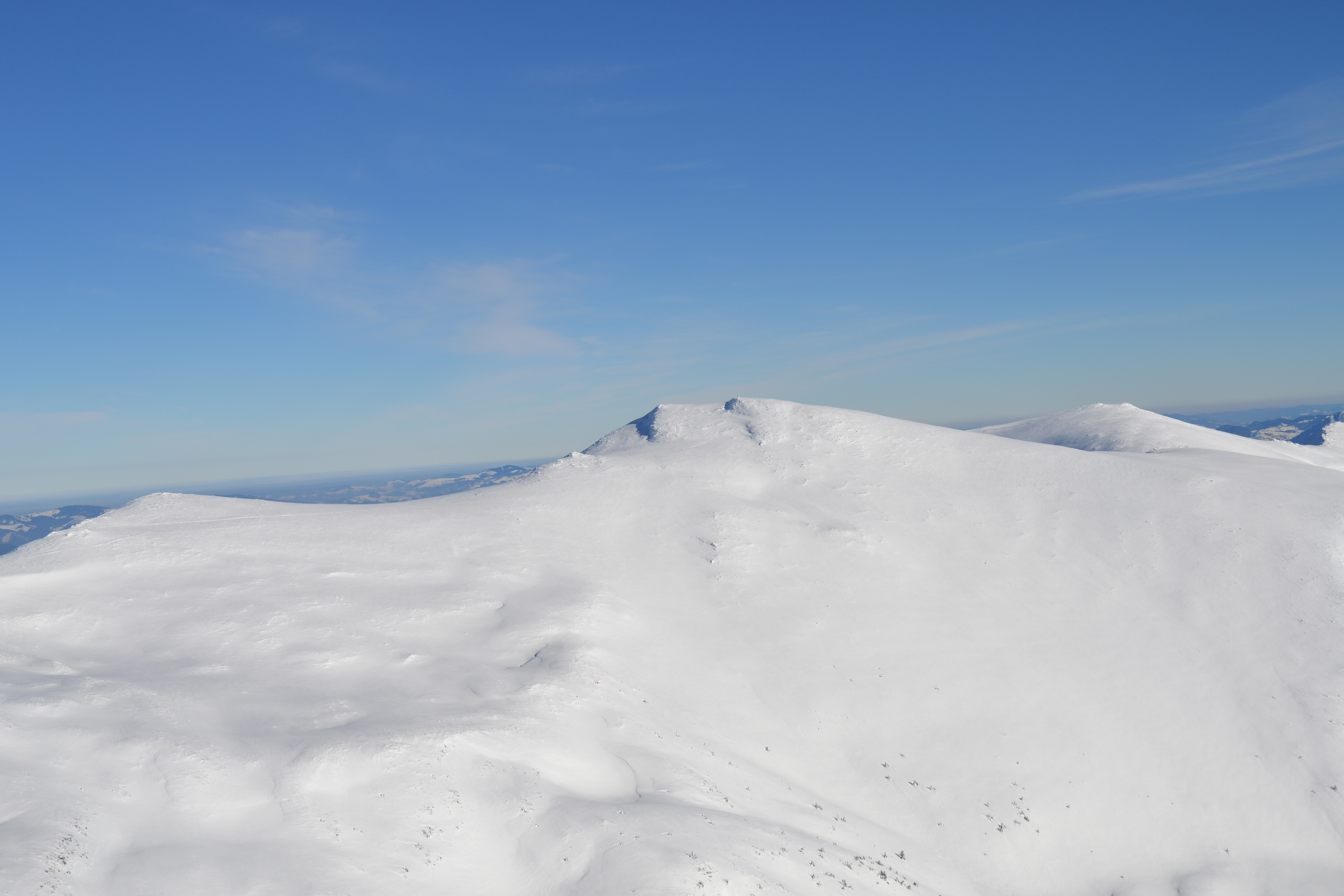

布雷別涅斯庫爾山是烏克蘭的山峰，位於該國西部，處於伊萬諾-弗蘭科夫斯克州和外喀爾巴阡州接壤的邊界，屬於喬爾諾戈拉山脈的一部分，海拔高度2,035米，是該國第二高峰。